# Steven Scott
Steven Scott (ur. 10 stycznia 1985 r. w Londynie) – brytyjski strzelec sportowy sportowy, brązowy medalista olimpijski z Rio de Janeiro, specjalizujący się w trapie podwójnym.

## Igrzyska olimpijskie
Na igrzyskach zadebiutował w 2008 roku w Pekinie z wynikiem 134 punktów zajął 13. miejsce. Osiem lat później w Rio de Janeiro zdobył brązowy medal po zwycięstwie w decydującej rundzie przeciwko swojemu rodakowi – Timothiemu Kneale.
| Igrzyska | Miejscowość    | Konkurencja   | Kwalifikacje | Kwalifikacje | Półfinał | Półfinał | Finał | Finał   |
| Igrzyska | Miejscowość    | Konkurencja   | Wynik        | Pozycja      | Wynik    | Pozycja  | Wynik | Pozycja |
| -------- | -------------- | ------------- | ------------ | ------------ | -------- | -------- | ----- | ------- |
| IO 2008  | Pekin          | Trap podwójny | 134          | 13.          | —        | —        | NQ    | NQ      |
| IO 2016  | Rio de Janeiro | Trap podwójny | 138          | 4. Q         | 26       | 4. BM    | 30    | brąz    |